# Вікторс Лапченокс
Віктор Лапченокс (латис. Viktors Lapčenoks; нар. 16 січня 1947, Рига) — латвійський естрадний співак. Чоловік співачки Нори Бумбіере.

## Біографія
Народився в родині взуттяра Станіслава Лапченокса, мама, Яніна, — робочою на заводі «Ризькі тканини».
Віктор в дитинстві серйозно захоплювався баскетболом і хотів стати спортсменом, через це мав проблеми з навчанням у середній школі. 1966 закінчив Ризьку вечірню середню школу, одночасно працюючи фрезерувальником на Ризькому вагонобудівному заводі. Виступав за молодіжну збірну Латвії з баскетболу.
В армії був прикордонником в Ризькому порту. Там же почав співати, брав участь в ансамблях при клубі будівельників «Жовтень» і заводі «Альфа». Був помічений Раймондом Паулсом і запрошений до його музичного колективу.
Був учасником Ризького естрадного оркестру (1970-1972), солістом вокально-інструментального ансамблю «Modo» Латвійської філармонії під керуванням Раймонда Паулса (1972-1977). У 1980-х був солістом різних латвійських ансамблів, в тому числі вокально-інструментального ансамблю «Inversija». З 1981 соліст естрадного оркестру Латвійського телебачення і радіо.
З 1971 співав у дуеті з дружиною Норою Бумбіере, обидва брали участь у записі популярних альбомів Раймонда Паулса «Teic, kur zeme tā», «Kurzeme», «Jūras balss», «Nekal mani gredzenā», «Laternu stundā», «Priekšnojauta». Був учасником конкурсу фірм грамзапису Міжнародного фестивалю пісні в Сопоті (1976). У 1977 розлучився з Норою Бумбіере.
З розпадом Ризького естрадного оркестру став фрілансером. Бере участь в окремих концертах, з Янісом Бауварсом. В останні роки виїжджав на гастролі в Америку і Ірландію.

## Дискографія
- 1971 — «Teic, kur zeme tā»
- 1972 — «Kurzeme»
- 1973 — «Jūras balss»
- 1974 — «Nekal mani gredzenā»
- 1974 — «Vēl nav par vēlu»
- 1976 — «Laternu stundā»
- 1977 — «Priekšnojauta»
- 1999 — «Specpasūtijums»
- 2003 — «Paldies, ka tu man esi»